# Карни, Лори
Ло́ри Ка́рни (англ. Laurie Carney) — канадская кёрлингистка.
В составе женской сборной Канады участник и чемпион чемпионата мира 1985. Чемпион Канады (1985).
Играла на позиции первого.

## Достижения
- Чемпионат мира по кёрлингу среди женщин: золото (1985).
- Чемпионат Канады по кёрлингу среди женщин: золото (1985), серебро (1986), бронза (1984).

- Команда всех звёзд (англ. All-Star Team) чемпионата Канады среди женщин: 1984, 1986 (позиция «первого»)[3].

## Команды
| Сезон   | Четвёртый     | Третий        | Второй      | Первый     | Запасной | Турниры           |
| ------- | ------------- | ------------- | ----------- | ---------- | -------- | ----------------- |
| 1983—84 | Линдси Спаркс | Линда Мур     | Дебби Орр   | Лори Карни |          | ЧК 1984           |
| 1984—85 | Линда Мур     | Линдси Спаркс | Дебби Джонс | Лори Карни |          | ЧК 1985 · ЧМ 1985 |
| 1985—86 | Линда Мур     | Линдси Спаркс | Дебби Джонс | Лори Карни | Rae Moir | ЧК 1986           |

(скипы выделены полужирным шрифтом)